# Легкий ланцюг міозину 9
Легкий ланцюг міозину 9 (англ. Myosin light chain 9) – білок, який кодується геном MYL9, розташованим у людей на короткому плечі 20-ї хромосоми.  Довжина поліпептидного ланцюга білка становить 172 амінокислот, а молекулярна маса — 19 827.
| 10         |  | 20         |  | 30         |  | 40         |  | 50         |
| ---------- |  | ---------- |  | ---------- |  | ---------- |  | ---------- |
| MSSKRAKAKT |  | TKKRPQRATS |  | NVFAMFDQSQ |  | IQEFKEAFNM |  | IDQNRDGFID |
| KEDLHDMLAS |  | LGKNPTDEYL |  | EGMMSEAPGP |  | INFTMFLTMF |  | GEKLNGTDPE |
| DVIRNAFACF |  | DEEASGFIHE |  | DHLRELLTTM |  | GDRFTDEEVD |  | EMYREAPIDK |
| KGNFNYVEFT |  | RILKHGAKDK |  | DD         |  |            |  |            |

A: Аланін

C: Цистеїн

D: Аспарагінова кислота

E: Глутамінова кислота

F: Фенілаланін

G: Гліцин

H: Гістидин

I: Ізолейцин

K: Лізин

L: Лейцин

M: Метіонін

N: Аспарагін

P: Пролін

Q: Глутамін

R: Аргінін

S: Серин

T: Треонін

V: Валін

Цей білок за функціями належить до білкових моторів, міозинів, м'язових білків. 
Білок має сайт для зв'язування з іонами металів, іоном кальцію. 